# Spreewaldring Training Center
Das Spreewaldring Training Center ist eine Motorsport-Rennstrecke in Deutschland. Die Anlage liegt in Brandenburg, ca. 70 km südlich von Berlin in der Gemeinde Schönwald, ca. 1 km nördlich des Ortsteils Waldow.

## Geschichte
Die 2,7 km lange Strecke wurde 2007 neben der schon bestehenden Kartbahn eröffnet. Die Strecke ist nicht von der FIA abgenommen, sodass auf ihr keine internationalen Motorsport-Veranstaltungen ausgetragen werden können.
Die Strecke ist 10 m breit, hat insgesamt 10 Rechts- und 7 Linkskurven und ist durch 2 Kurzanbindungen in zwei Rundkurs-Varianten – einem Speed- und einem Handlingkurs – befahrbar. Der Handlingkurs kann teilweise bewässert werden. Die 500 m² große Boxenhalle bietet Strom, Starkstrom, Wasser und Druckluft sowie einen 50 m² großen, multimedialen Schulungs- und Briefing-Raum. In der 200 m lange Boxengasse befinden sich mehrere provisorische Garagen. Das Fahrerlager weist über 5.400 m² Fläche auf.
Darüber hinaus ist gleich gegenüber dem Fahrerlager eine 800 m lange Outdoor-Kartbahn gelegen.

## Veranstaltungen
Bereits Ende 2007 wurde ein erster Club-Slalom der Scuderia Avus ausgetragen.
Die Strecke wird vornehmlich für Sicherheitstrainings und Fahrerlehrgänge mit Motorrädern oder PKWs genutzt. Darüber hinaus nutzen einige Motorsportvereine die Strecke für ihre Clubtreffen. Neben diesen Aktivitäten gibt es auch die Möglichkeit, beim freien Fahren die Strecke zu erkunden.
Seit 2015 findet dort jährlich das Built-not-Bought-Festival statt.
Im Anschluss an das BnB findet das Twins meets Classic statt, eine Veranstaltung für alte Motorräder und Zweizylinder, die im Herbst auch noch auf der Strecke in Gross Dölln stattfindet.